# Сон (річка)
Сон (гінді सोन, Son) — річка в центральній Індії, одна з головних приток Гангу.

## ГЕС
На річці розташовано ГЕС Бансагар І, ГЕС Бансагар ІІ, ГЕС Бансагар ІІІ.